# Berthelinia darwini
Berthelinia darwini is een slakkensoort uit de familie van de Juliidae. De wetenschappelijke naam van de soort is voor het eerst geldig gepubliceerd in 1997 door Jensen.